# Antoszowice
Antoszowice (cz. Antošovice, niem. Antoschowitz) – jedna z 37 części miasta statutarnego Ostrawy, stolicy kraju morawsko-śląskiego, we wschodnich Czechach. Jest to także jedna z 39 gmin katastralnych w jego granicach o powierzchni 37,06 ha położona na północno-wschodnim skraju. Populacja w 2001 wynosiła 280 osób, zaś w 2010 odnotowano 89 adresów. 
Położona jest w kraiku hulczyńskim, na lewym brzegu Odry. Stanowi jedną z 8 części składających się na miejski obwód Śląskiej Ostrawy. Przed przyłączeniem do Ostrawy w 1976 roku samodzielna gmina.

## Demografia[2]
| Rok             | 1869 | 1880 | 1890 | 1900 | 1910 | 1921 | 1930 | 1950 | 1961 | 1970 | 1980 | 1991 | 2001 |
| --------------- | ---- | ---- | ---- | ---- | ---- | ---- | ---- | ---- | ---- | ---- | ---- | ---- | ---- |
| Liczba ludności | 127  | 132  | 130  | 111  | 111  | 142  | 158  | 193  | 219  | 233  | 248  | 407  | 280  |

## Historia
Pierwsza wzmianka pochodzi z 21 czerwca 1714 roku, lecz już wcześniej, 21 stycznia 1709 r., w kościelnej metryce zmarłych z Hať zgłoszono nową wieś (ex nova villa). Jest to więc najmłodsza gmina spośród wszystkich, które weszły później w skład Ostrawy. Ta mała chałupnicka wieś założona została na początku XVIII wieku na terenie państwa szylerzowickiego. Z początku nazywała się Jantoschowitio (Jantošovice), prawdopodobnie po ówczesnym jej właścicielu – Janie Jantoschu. Wkrótce jednak miejscowi osadnicy zmienili jej nazwę na bardziej im przyjazną – Antoszowice (od roku 1719). Nieopodal Jan Jantosch założył dwór Paseky, który stanowił część Antoszowic aż do 1850 roku, a następnie Szylerzowic. Po przegranej przez Habsburgów wojnie o Śląsk Antoszowice znalazły się w granicach Królestwa Prus w 1742. Początkowo dzieci uczęszczały do szkoły w Szylerzowicach a od 1873 do niemieckiej szkoły w Chałupkach (niem. Annaberg). W granicach Czechosłowacji miejscowość znalazła się 9 lutego 1920 roku i miejscowa czeska szkoła powstała jeszcze w tym samym roku, nowy przeznaczony dla niej budynek wzniesiono zaś w 1932, a w 1933 powstało również przedszkole. Nowa droga powiatowa z pobliskim Koblowem połączyła Antoszowice w 1926. W wyniku reformy rolnej z 1932 gmina pozyskała 28 hektarów od Szylerzowic. W 1935 postawiono nową kaplicę. W 1938 miejscowość znalazła się w granicach III Rzeszy a spod jej administracji wydostała się wraz z dotarciem Armii Czerwonej 1 maja 1945 roku. W 1955 poczęto intensywnie wydobywać żwir a obszar żwirowni jest dzisiaj popularnym miejscem rekreacyjnym dla mieszkańców, gdzie nad zbiornikiem wodnym znajduje się również plaża nudystów.